# Seventeen (indonezyjski zespół muzyczny)
Seventeen – indonezyjski zespół pop-rockowy. Został założony w 1999 roku w Yogyakarcie.
22 grudnia 2018 roku zespół występował w namiocie na plaży Tanjung Lesung na wyspie Jawa, kiedy to wybrzeża Cieśniny Sundajskiej nawiedziło tsunami. Fala tsunami uderzyła w tył sceny, porywając ze sobą członków zespołu. Zginęli basista zespołu M. Awal Purbani (Bani), menedżer grupy Oki Wijaya, gitarzysta Herman Sikumbang, perkusista Windu Andi Darmawan oraz Ujang, członek ekipy technicznej. Ifan, jedyny żyjący członek zespołu, rozpoczął karierę solową.
Zespół ma na koncie sześć albumów studyjnych. Ostatni z nich został wydany w 2016 roku pod tytułem Pantang Mundur.

## Dyskografia
Albumy studyjne
- 2003: Bintang Terpilih
- 2005: Sweet Seventeen
- 2008: Lelaki Hebat
- 2011: Dunia Yang Indah
- 2013: Sang Juara
- 2016: Pantang Mundur